# Arques-la-Bataille
Arques-la-Bataille – miejscowość i gmina we Francji, w regionie Normandia, w departamencie Sekwana Nadmorska. Położona 6 km od Dieppe.
Według danych na rok 1990 gminę zamieszkiwało 2546 osób, a gęstość zaludnienia wynosiła 173 osoby/km² (wśród 1421 gmin Górnej Normandii Arques-la-Bataille plasuje się na 91. miejscu pod względem liczby ludności, natomiast pod względem powierzchni na miejscu 148.).